# Almelo (stacja kolejowa)
Almelo – stacja kolejowa w Almelo, w prowincji Overijssel, w Holandii. Stacja została otwarta w 1865.